# Bryanae
Bryanae, nadred pravih mahovina dio podrazreda Bryidae.

## Redovi
- Superordo: Bryanae Goffinet & W.R. Buck
  - Ordo: Splachnales Ochyra
    - Splachnaceae Grev. & Arn.
    - Meesiaceae Schimp.

  - Ordo: Hedwigiales Ochyra
    - Hedwigiaceae Schimp.
    - Helicophyllaceae Broth.
    - Rhacocarpaceae Kindb.

  - Ordo: Bartramiales M. Menzel
    - Bartramiaceae Schwägr.

  - Ordo: Bryales Limpr.
    - Pulchrinodaceae D. Quandt, N.E. Bell & Stech
    - Bryaceae Schwägr.
    - Phyllodrepaniaceae Crosby
    - Mniaceae Schwägr.
    - Leptostomataceae Schwägr.

  - Ordo: Orthotrichales Dixon
    - Orthotrichaceae Arn.

  - Ordo: Rhizogoniales Goffinet & W.R. Buck
    - Rhizogoniaceae Broth.

  - Ordo: Aulacomniales N.E. Bell, A.E. Newton & D. Quandt
    - Aulacomniaceae Schimp.

  - Ordo: Orthodontiales N.E. Bell, A.E. Newton & D. Quandt
    - Orthodontiaceae Goffinet

## Vanjske poveznice
- Bryophyte Phylogeny Poster